# Promorfológia
A promorfológia vagy alapalaktan (promorphologia) az állatszervezettan (zoomorfológia, zootómia) egyik tudományterülete, mely az állati test alapformáival, a tengely- és szimmetriaviszonyokkal, továbbá a szervek általános jellemzésével és felosztásával foglalkozik.

## Tengely- és szimmetriaviszonyok

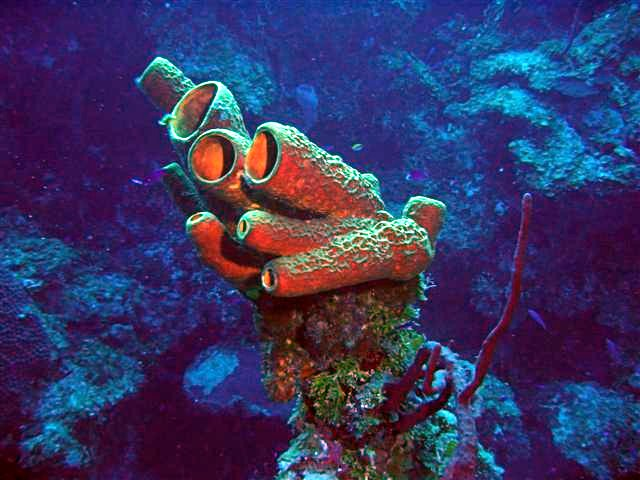
A szivacsok teste általában nem mutat szimmetriát.

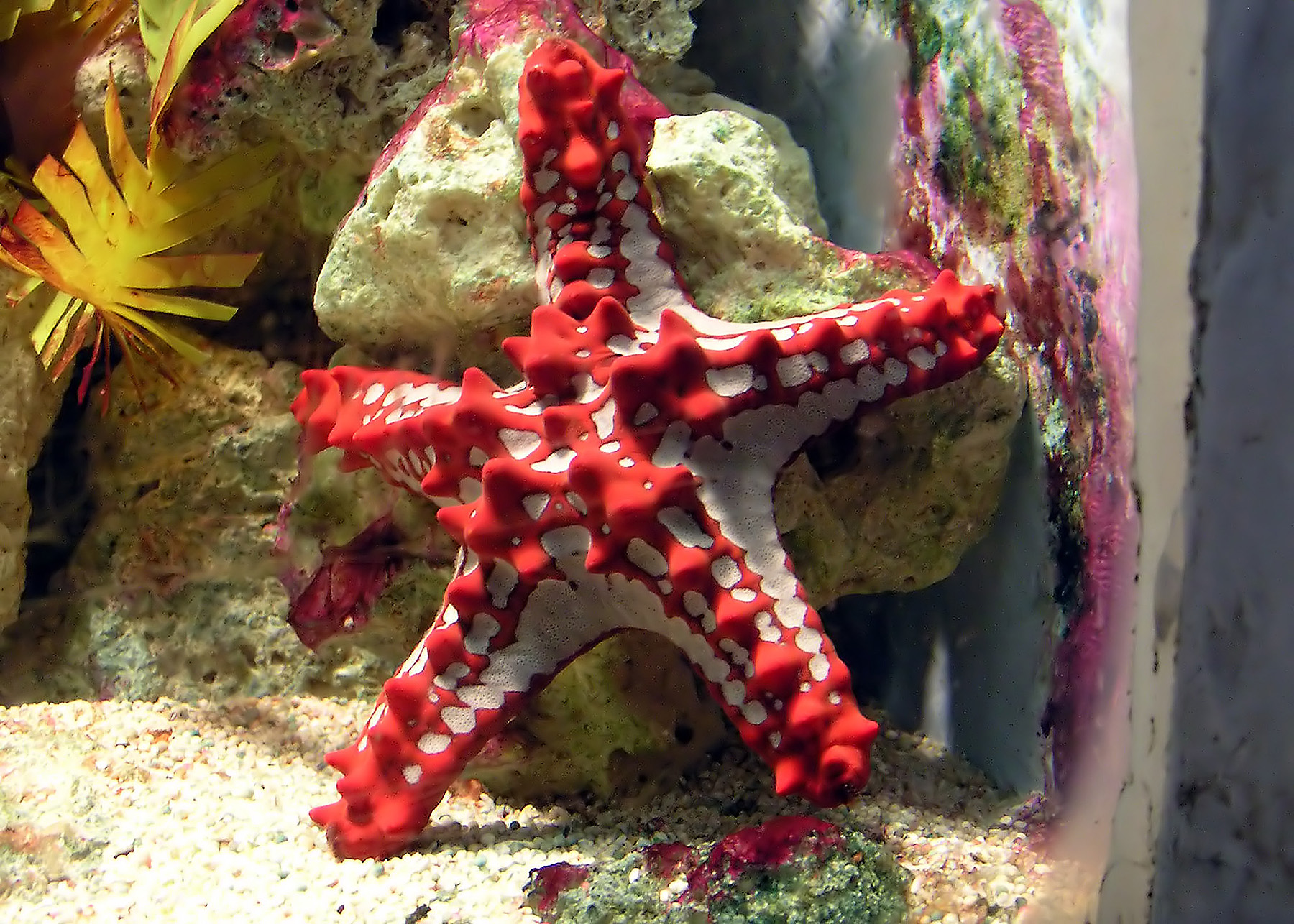
A tengeri csillagok látszólagos sugaras szimmetriát mutatnak.

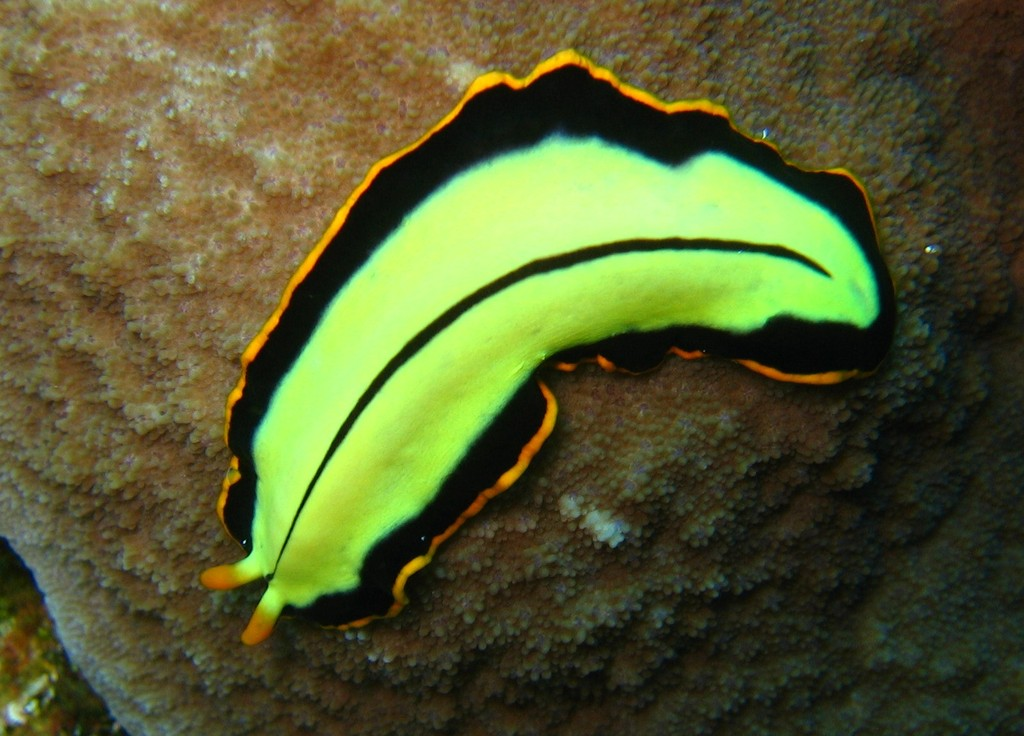
A laposférgek a legősibb bilateriális állatok.

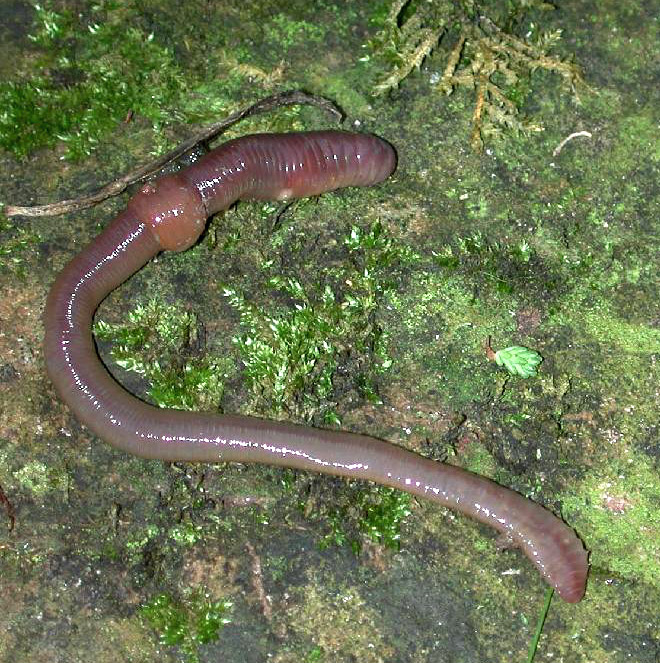
A gyűrűsférgek homonóm metamériája

Az állatcsoport jellemzésénél igen nagy szerepe van a szimmetriaviszonyoknak, melyeket többféle szempontból közelítünk meg:
- hány szimmetriasík fektethető keresztül az állat testén;
- van-e az állatnak főtengelye;
- a melléktengelyek milyen viszonyban vannak egymással és a főtengellyel.

Szimmetriasíknak mondunk minden olyan síkot, mely a testet olyan két részre tagolja, melyek egymásnak tükörképei.
Tengelynek nevezzük azt a képzelt, mozdulatlan egyenest, amely körül a mozgó testnek minden egyes pontja kört ír le.
A szimmetriasíkoknak és a tengelyviszonyoknak a figyelembevételével az állatországban a következő hat alapformát lehet megkülönböztetni.
- Szabálytalan alapforma (anaxonia): a szervek elrendeződése a tér egyetlen irányába sem mutat törvényszerűséget, a szervezet alakja szabálytalan, nem lehet meghatározott tengelyeket keresztülfektetni rajta (pl. egyes szivacsok).

- Sugaras vagy radiális szimmetriájú alapforma: a testnek egy főtengelye van.  A szervek a főtengely körül sugarasan helyezkednek el. A test meghatározott számú, lényegileg azonos (kongruens) testrészből áll. A szervcsoportok száma szerint 3, 4, 5, 6 és n-sugarú testeket különböztethetünk meg. Sugarasan szimmetrikusak azok az állatok, melyek egyik végükkel  a aljzathoz kapcsolódnak, s a külvilágból jövő ingerek csak az egyik végén érik (pl. csalánozók, tüskésbőrűek).

- Kétsugaras szimmetriájú alapforma: a sugaras szimmetriának speciális esete, amikor a testet csak két, egymásra merőlegesen álló és a főtengelyen áthaladó síkkal lehet két-két egybevágó részre tagolni. Míg a 3, 4, 5, 6, n-sugarú testeknek csak két különböző hosszúságú tengelyük van, mégpedig a főtengely és az egyenlő hosszúságú melléktengelyek, addig a kétsugaras szimmetriájú állatoknak három különböző hosszúságú tengelyük van, mert itt a két egymásra és a főtengelyre merőleges melléktengely, a nyílirányú (sagittalis) és homlokirányú (frontalis) tengely nem egyenlő hosszú. Ez a szimmetria ritka, s elsősorban szabadon úszó alakoknál fordul el (bordásmedúzák), de egyes esetekben helytülő virágállatoknál is megtalálható.

- Kétoldali részarányos vagy bilateriális szimmetriájú alapforma: az állati test egy hosszanti síkkal két tükörképszerű részre tagolható. A testen három főtengely halad át: a hosszanti, a nyílirányú és a homlokirányú tengely. A három tengely végein különféle testrészek vannak. A hosszanti vagy longitudinális tengely két végén egy mellső és egy hátsó, az aljzatra merőleges szagittális tengely végein egy felső és egy alsó részt, a szagittális tengelyre merőleges frontális tengely két végén egy jobb és egy bal oldali rész különböztethető meg. A bilaterialitás azokra az állatokra jellemző, melyek az aljzaton minden csak egy bizonyos irányba haladnak előre. – A bilateriális szimmetria nem vonatkozik az összes szervekre, sőt egyes belső szervek aszimmetrikus elhelyezkedésűek lehetnek vagy a fejlődés folyamán ilyenekké válhatnak. A bilateriális szimmetria következménye, hogy a test hosszanti irányba, vagyis a longitudinális tengely mentén megnyúlik (pl. férgek, puhatestűek, ízeltlábúak, gerinchúrosok teste). Ennek a megnyúlásnak a következménye az is, hogy a test három részre tagolódik:
  - érzék- és rágószervekkel felszerelt mellső, feji végre;
  - a test fő tömegét adó és magába foglaló törzsre;
  - anális és urogenitális nyílásokkal ellátott egyszerűbb szerkezetű farokrészre.

- Szelvényes alapforma (metameria): a törzsrész kisebb részekre tagolódik, melyekben egyes szervek megismétlődnek. Aránylag ritka az az eset, hogy minden egyes szelvényben minden szerv megismétlődik, mint azt a gyűrűsférgek között tapasztaljuk. A szelvényezettségnek két alapformáját különböztethetjük meg, úgymint:
  - homonóm metaméria: a szelvények alakilag teljesen egyformák, s bennük a szervek szelvényenként megismétlődnek;
  - heteronóm metaméria: a szelvények morfológiailag nem azonosak, az egyes szelvények nagyobb testtájakká olvadtak össze, mint azt az ízeltlábúak esetében láthatjuk is. Szélsőséges esetekben a testtájak teljesen összeolvadnak (pl. atkák), sőt az ízeltség teljesen eltűnhet (pl. egyes helytülő, parazita rákok).
- Ciklomériás alapforma: a szervek megsokasodása, de nem a főtengely mentén, mint a metaméria esetében, hanem a főtengely körüli sugarak mentén (pl. egyes csalánozók és tüskésbőrűek).

## A szerv fogalma
A szerv különböző szöveteknek ama komplexuma, melynek határozott alakja és állandósult működése van. Minden szervnek van ún. főszövete, mely a szervnek a tulajdonképpeni működő szövete, amely a szervnek a megfelelő élettani jelleget kölcsönzi. A főszövetet működésében támogató egyéb szöveteket összefoglaló néven mellékszöveteknek nevezzük.

## A szervrendszerek felosztása

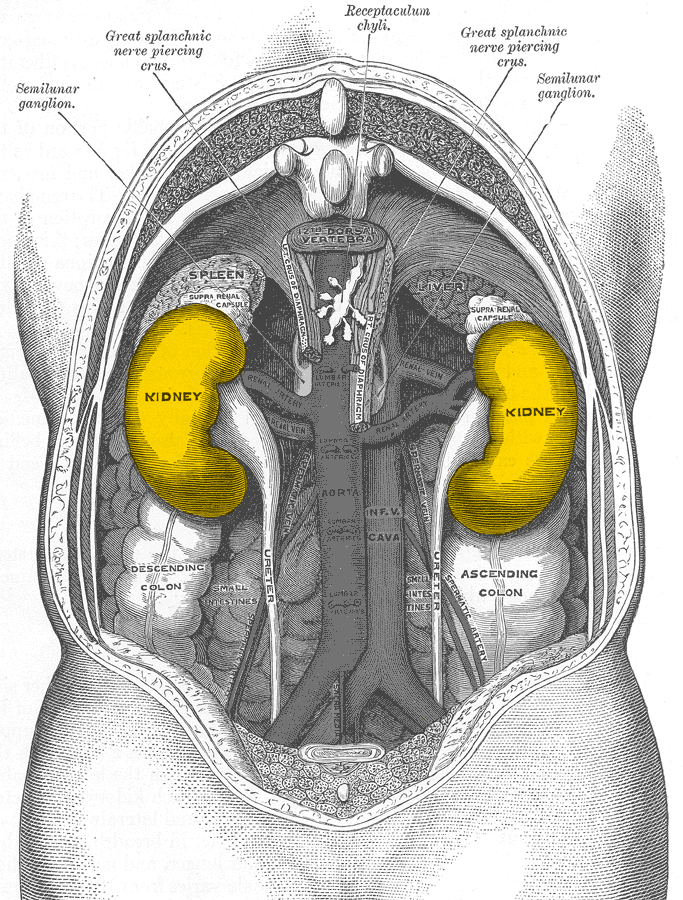
Az ember kiválasztó készüléke, a vese

Szervrendszerről beszélünk akkor, ha a szerv nem szorítkozik valamely kisebb területre, hanem az egész szervezetben szétterjed. Azokat a szerveket, melyek közös fiziológiai cél érdekében külön funkciójuk megtartása mellett nagyobb egységet alkotnak, készüléknek (apparatus) nevezzük. Ezeknek a figyelembevételével a következő tizenhárom szervrendszer illetve készülék különíthető el:
- kültakaró vagy köztakaró;
- vázrendszer;
- mozgási szervrendszer;
- emésztőrendszer vagy emésztőkészülék;
- légzőrendszer vagy légzőkészülék;
- keringési szervrendszer;
- kiválasztórendszer vagy kiválasztó készülék;
- szaporítórendszer vagy szaporítókészülék;
- idegrendszer;
- kémiai szabályozó szervek;
- érzékszervek;
- világító szervek;
- elektromos szervek.